# عمر بن ابی سلمه
عمر بن ابی سلمه یا عمرو بن ابی سلمه فرزند ابی سلمه مخزومی و ام سلمه بوده است. پدر و مادرش از بنی مخزوم از قبیله قریش بودند و به حبشه هجرت کردند. وی در سال دوم هجری در حبشه متولد شد. بعداً، پدرش در یکی از غزوات کشته شد. سپس محمد، پیامبر اسلام با مادرش ازدواج کرد. وی از یاران علی بن ابی طالب بود و در زمان خلافت علی بن ابی طالب، وی در تمام نبردها همراه علی شرکت کرد. همچنین، پیش از نبرد صفین توسط علی به فرمانداری سرزمین بحرین منصوب شد. وی اشعار زیبایی می سرود که مورد تحسین علی بود. وفات وی در سال هشتاد و سه در دوران خلافت عبدالملک بن مروان بوده است.